# Distenia tricostata
Distenia tricostata là một loài bọ cánh cứng trong họ Cerambycidae.